# Stenhelia arctica
Stenhelia arctica är en kräftdjursart som beskrevs av T. Scott. Stenhelia arctica ingår i släktet Stenhelia och familjen Diosaccidae. Inga underarter finns listade i Catalogue of Life.